# Тетрахлорид цирконію
Хлори́д цирко́нію (IV), також відомий як тетрахлорид цирконію (ZrCl4), є неорганічною сполукою, яка часто використовується як попередник інших сполук цирконію. Ця біла високоплавка тверда речовина швидко гідролізується у вологому повітрі.

## Структура
На відміну від молекулярного TiCl4, твердий ZrCl4 має полімерну структуру, де кожен Zr є октаедрично координованим. Ця різниця в структурах відповідає за невідповідність їхніх властивостей: TiCl4 переганяється, але ZrCl4 — тверде тіло. У твердому стані ZrCl4 має стрічкоподібну лінійну полімерну структуру — таку саму структуру, як і HfCl4. Цей полімер легко розкладається після обробки основами Льюїса, які розщеплюють зв'язки Zr-Cl-Zr.

## Отримання

Рис. 1. Одна з перших установок для хлорування карбіду цирконію. 1 — отвори для розподілу хлору; 2 — люк; 3 — кокс; 4 — карбід; 5 — динасова цегла; 6 — конденсат ZrCl_{4}; 7 — розширювальне з'єднання; 8 — бункер; 9 — карбід; 10 — витяжка; 11 — гнучке з'єднання; 12 — сито; 13 — електромагнітний вібратор; 14 — дрібна фракція; 15 — груба фракція.

Промислове виробництво тетрахлориду цирконію здійснюється методом хлорування карбіду цирконію.
Але на першому етапі в Гірничому бюро США досліджувалися і інші методи, зокрема пряме хлорування циркону. Досліди показали, що пряме хлорування циркону можливе при витратах 57,3 цента на 1 кг цирконію в ньому. Це витримувало порівняння з переробкою руди методом лужної плавки. Німецька фірма «ІГ Фарбеніндастрі» на той час повідомляла собівартість прямого хлорування циркону — 45,6 цента за 1 кг. Вартість реагенту була нижчою за звичайну, завдяки тому, що застосовувався сульфідний луг як в'яжуче, а кокс або вугілля заміняли кам'яним вугіллям.
Суміш з вмістом 22 % вугілля, 5 % цукру і 73 % циркону при нагріванні до 950 °С легко хлорувалася. З 1 дм2 площі поду за годину отримували 0,4 кг тетрахлориду цирконію.
Хлорування карбіду або карбонітриду фірма «Тайтеніум еллой меньюфекчерінг дівіжн» здійснювала у вертикальній шахтній печі (Рис.1) висотою 2,4 м, діаметром 1,067 м, виготовленій із залізного листа товщиною 6,35 мм з футерівкою з динасової цегли. Хлор надходив із резервуару через численні отвори в перфорованій графітовій плиті, вкритій коксом на дні печі. Процес починався нагріванням коксу за допомогою повітряного дуття, та завантаження на розжарену масу шару карбонітриду товщиною 50 мм. Процес хлорування далі продовжувався за рахунок тепла, що виділялося при реакції. Верхня водоохолоджувана частина хлоратора поступово вкривалася шаром щільного хлориду.
Конденсатор виготовлений у вигляді нікелевого циліндра діаметром 1,2 м і висотою 2,4 м з одинарними стінками. Гази входять в нижню частину конденсатора і виходять через вихлопний патрубок у верхній частині. Температура в конденсаторі підтримується близько 150 °С. Інші деталі показані на рис. 2.6. Шихту додають порціями по 135 кг грудкового карбіду крупністю 100—200 мм. Добова продуктивність складає 680 кг тетрахлориду цирконію. Хлор пропускається із швидкістю 20 кг/год із загальним коефіцієнтом використання 70 %. отриманий продукт піддається дегазації у вакуумі 500 мм рт. ст. для вилучення SiCl4 і TiCl4. Він є неочищеним і може містити діоксид цирконію і димовий пил.
Виробництво тетрахлориду з карбонітриду здійснювалося Гірничим бюро США у футерованих цеглою шахтних печах з електричним нагрівом висотою 1,22 м та внутрішнім ефективним діаметром 0,3 м. Відхідні гази охолоджуються в нікелевому конденсаторі і вивільнюються від залишків хлориду у вторинному конденсаторі. (Рис. 2)

Рис. 2. Схема установки Гірничого бюро США для хлорування. 1 — бункер живильника; 2 — живильник; 3 — електроди; 4 — патрубок введення хлору; 5 — піч хлорування; 6 — конденсатор; 7 — вторинний конденсатор; 8 — скрубери.

Брикети шихти надходять в піч хлоратора з герметичного бункера через клапан для управління швидкістю хлорування.
Конденсатор складається з внутрішньої оболонки, виготовленої з тонких нікелевих листів, поміщеній в зовнішній залізний кожух. Між внутрішньою оболонкою і зовнішнім кожухом розміщені екрани для підтримки температури в межах 150—200 °С за рахунок повітряного охолодження. Вторинний залізний водоохолоджуваний конденсатор, який працює при температурі 150 °С, забезпечує мінімальні втрати цирконію з відхідними газами.
Відпрацьований газ піддається послідовній промивці в двох скруберах з насадкою із скла пірекс — спочатку водою, а потім розчином їдкого натру.
Пряме хлорування в шахтній печі, футерованій динасовою цеглою, не викликає руйнування футерівки завдяки тому, що стінки печі нагріваються менше, ніж шихта. Невелика кількість пари тетрахлориду цирконію, що утворюється, проходить через обидва конденсатори і поглинається в скруберах. Швидкість хлорування підтримується при максимальному значенні, при якому ще не спостерігається виносу діоксиду або вугілля струменем пари тетрахлориду цирконію.
Відомі сучасні конструкції шахтної електропечі (ШЕП) для хлорування цирконових брикетів аналогічні печі, наведеній на рис. 2.
Хлорування в апаратах киплячого шару дозволяє підвищити питому продуктивність в порівнянні з шахтною піччю в 3,5-4 рази . Винесення пилу є основним недоліком цього процесу. 
Температуру в киплячому шарі підтримують, додаючи в шихту надлишок вуглецю, та застосовуючи для хлорування  хлоро-кисневу або хлоро-повітряну суміш. При хлоруванні гранул з циркону і пекового коксу (розміром від 1 до 0,4 мм) винесення пилу знаходиться у межах 30 %, прямий вихід хлориду досягав 91 % (температура 900-1000 °С, швидкість газу 0,04 м/с) 
Основним недоліком прямого хлорування циркону є висока температура, при якій виключно висока активність хлору приводить до руйнування футерівки і кожуха печі.
.

## Застосування
Тетрахлорид цирконію в основному використовується для отримання металевого цирконію і його сполук. Найважливішими продуктами, які отримують безпосередньо з тетрахлориду цирконію, є хлороцирконати натрію і калію, хлористий цирконіл, гідроксид цирконію, карбонізований гідроксид цирконію та тетрафлуорид цирконію. Серед інших похідних ZrCl4 — оксид, ацетат, лактат, сульфат та розчинні карбонати цирконію.
Тетрахлорид цирконію знайшов промислове застосування як каталізатор процесу полімеризації та ізомеризації вуглеводнів, а також при виробництві типографських фарб.
Хлороцирконати лужних елементів знайшли застосування в промисловості при отриманні сплавів алюмінію та магнію з цирконієм. Вони містять до 88 % ZrCl4 і відомі під назвою плавлених солей. На практиці їх вводять у розплав алюмінію чи магнію. Внаслідок хімічної реакції утворюється металевий цирконій, який розчиняється у сплаві. Сплав містить зазвичай 0,2 % цирконію. При охолодженні сплаву отримують більш дрібнозернистий метал, більш міцний у порівнянні з металом без добавки цирконію